# Vasile Chițu
Vasile Chițu (n. 1896 – d. 1968) a fost un general român, care a luptat în cel de-Al Doilea Război Mondial.
- 1939 – 1941 - Comandantul Regimentului 90.
- 1941 – 1944 - Șeful Statului Major al Corpului 7 Armată.
- 24 august 1944 - 31 august 1944 - Comandantul Diviziei 1 Infanterie-Instrucție.
- 1944 - Retragere.

Ca general de brigadă, Vasile Chițu a comandat Divizia 1 Infanterie-Instrucție în perioada 24 august 1944 - 31 august 1944.

## Decorații
- Ordinul „Steaua României” în gradul de ofițer (8 iunie 1940)[2]
- Ordinul 23 August clasa a IV-a (10 august 1964) „pentru merite deosebite în opera de construire a socialismului, cu prilejul celei de a XX-a aniversări a eliberării patriei”[3]